# Singles and Selected
Singles and Selected är ett samlingsalbum av Miss Li, utgivet 7 november 2012.

## Låtlista
1. Dancing the Whole Way Home
2. Bourgeois Shangri-La
3. Boy in the Fancy Suit
4. I Heard of a Girl
5. I Can't Get You off My Mind
6. I'm Sorry He's Mine
7. Ba ba ba
8. My Man
9. Stupid Girl
10. Oh Boy
11. Backstabber lady
12. Forever Drunk
13. You Could Have it (so Much Better without Me)
14. Gotta leave my troubles behind
15. Why Don't You Love Me

## Listplaceringar
| Lista (2012-2013) | Topplacering |
| ----------------- | ------------ |
| Sverige           | 15           |